# Historias que contar
Historias que contar es un álbum de estudio de la banda de música regional mexicana Los Tigres del Norte lanzado por Fonovisa Records en el año 2006, este álbum obtuvo un Grammy latino al mejor álbum norteño de 2006. Este álbum tiene un total de 14 canciones, que abarca desde norteñas y corridos hasta cumbias.

## Recepción de la crítica
Birchmeier, de Allmusic elogió este álbum más en especial a la canción «señor locutor» diciendo que en este álbum "obtienes lo mejor de lo mejor" y que era fácil sentirse satisfechos.

## Lista de canciones
La lista de canciones es la siguiente:

| Historias que contar |                                 |                             |          |  |
| N.º                  | Título                          | Escritor(es)                | Duración |  |
| 1.                   | «Señor locutor»                 | Manuel Eduardo Toscano      | 3:08     |  |
| 2.                   | «Al estilo mexicano»            | Ramón Meléndez              | 3:08     |  |
| 3.                   | «Regalo caro»                   | Juan Villareal              | 3:35     |  |
| 4.                   | «Ingratitud»                    | Pablo Castro                | 3:38     |  |
| 5.                   | «Tu decides»                    | Paulino Vargas              | 2:30     |  |
| 6.                   | «El vestido»                    | Manuel Eduardo Toscano      | 3:15     |  |
| 7.                   | «Una herida de amor»            | Pablo Castro                | 3:27     |  |
| 8.                   | «Le compré la muerte a mi hijo» |                             | 3:25     |  |
| 9.                   | «Falso amor»                    | Víctor Cordero Aurrecoechea | 3:21     |  |
| 10.                  | «No diet»                       | Ismael Gallegos             | 2:38     |  |
| 11.                  | «Me hace falta»                 | Manuel Eduardo Toscano      | 3:57     |  |
| 12.                  | «Que te parece»                 | Alberto Chávez              | 4:07     |  |
| 13.                  | «Libidinosamente»               | Pablo Castro                | 3:14     |  |
| 14.                  | «El zacatecas»                  | Juan Villareal              | 3:17     |  |
| 50:50                |                                 |                             |          |  |

## Personal
Personal según Allmusic:
- Hernán Hernández — integrante de la banda
- Jorge Hernández — integrante de la banda
- Eduardo Hernández - integrante de la banda
- Luis Hernández — integrante de la banda
- Oscar Lara — integrante de la banda
- Adriana Rebold – Dirección artística, Diseño gráfico
- Ismael Gallegos – Compositor
- John Greenham - Ingeniero de masterización
- Joseph Pope – Ingeniero, Mezcla
- Juan Villarreal – Compositor
- Manuel Eduardo Toscano – Compositor
- Pablo Castro – Dirección artística, Compositor
- Paulino Vargas – Compositor
- Walter Romero – Ingeniero, Mezcla

## Rendimiento del gráfico
| Gráfico (2006)                    | Posición más alta |
| --------------------------------- | ----------------- |
| Billboard mejor álbum norteño     | 1                 |
| Billboard 200                     | 72                |
| Billboard Regional Mexican Albums | 1                 |
| Billboard Top Latin Albums        | 2                 |